# Armoriale dei comuni della provincia di Forlì-Cesena

Stemma della Provincia di Forlì-Cesena

Questa pagina contiene le armi (stemmi e blasonature) dei comuni della provincia di Forlì-Cesena.
| Stemma                                                  | Comune e blasonatura | Gonfalone         |
| ------------------------------------------------------- | --- | ----------------- |
|                                                         | Bagno di Romagna |                   |
|                                                         | Bertinoro Di rosso, alla colonna dell'ospitalità d'argento, movente dalla punta. Motto HOSPITALITATIS MONUMENTUM. Ornamenti esteriori da Comune. Gonfalone: Drappo di bianco… |                   |
|                                                         | Borghi Campo di cielo, alla effigie di San Cristoforo, il viso, le mani, le gambe di carnagione, capelluto e barbuto di nero, vestito d'oro, con mantello di rosso, il Santo sostenente sulla spalle il Divino Fanciullo, di carnagione, capelluto d'oro, con le braccia aperte, tenente con la mano sinistra il mondo d'oro, cerchiato e crociato di rosso, il Santo con le gambe e i piedi attraversanti lo specchio d'acqua, di azzurro, effigiato come area trapezoidale fondata in punta e caricante la campagna di verde, il Santo tenente con la mano destra il lungo bastone di legno al naturale, fiorito di rosso, posto in palo, attraversante sull'azzurro. Sotto lo scudo, su lista bifida e svolazzante di azzurro, le parole, il lettere maiuscole di nero BURGORUM COMMUNITAS. Ornamenti esteriori da Comune. D.P.R. del 22 gennaio 2004 Gonfalone: Drappo di rosso, riccamente ornato di ricami d'argento e caricato dallo stemma con la iscrizione centrata in argento, recante la denominazione del Comune. D.P.R. del 22 gennaio 2004 |                   |
|                                                         | Castrocaro Terme e Terra del Sole Partito: nel primo d'argento alla croce di rosso; nel secondo di rosso al sole d'oro a sedici raggi. Gonfalone: Drappo partito di bianco e di rosso… |                   |
|                                                         | Cesena Troncato di nero e d'argento, alla bordura dentata di nero e d'oro, col capo d'Angiò. Ornamenti esteriori di città. Gonfalone: Drappo troncato di nero e di bianco… |                   |
|                                                         | Cesenatico In primo piano, sulla sinistra una barca con vela al terzo, sulla destra un faro su un promontorio; tra i due elementi, il mare; sullo sfondo, il sole che sorge, visibile per metà sopra l'orizzonte, con i raggi ben disegnati. Gonfalone: drappo partito di rosso e di azzurro… |                   |
|                                                         | Civitella di Romagna D'argento, al mastio di rosso (porpora) di due palchi, murato e aperto di nero, finestrato di due del medesimo in ciascuno dei palchi, murati, aperti e finestrati di nero, merlati alla guelfa. DPCM del 12 ottobre 1951 Gonfalone: Drappo di rosso… DPR del 1º dicembre 1952 |                   |
|                                                         | Dovadola D'argento, al giglio di Firenze di rosso Gonfalone: drappo di azzurro… |                   |
|                                                         | Forlì d'oro, all'aquila spiegata di nero, coronata e membrata del campo, tenente nell'artiglio destro uno scudetto ovale posto in banda di rosso alla croce d'argento, e in quello sinistro uno scudetto pure ovale posto in sbarra d'argento alla fascia dello stesso, bordata e caricata del motto libertas, il tutto di nero. Decreto del 15 maggio 1931 Gonfalone: Drappo troncato di bianco e di rosso… | Gonfalone storico |
|                                                         | Forlimpopoli Leone rampante di colore oro, in piedi, di spada armato. Gonfalone: drappo partito di giallo e di rosso… |                   |
|                                                         | Galeata Partito d'argento e d'azzurro, al vascello dal fasciame bruno al naturale, fornito di quattro remi visibili e da due alberi, ognuno finito da una bandiera svolazzante a sinistra e partita d'argento e d'azzurro; il vascello attraversante la partizione e vogante in un mare d'azzurro, increspato d'argento. Gonfalone: Drappo partito di bianco e di azzurro… |                   |
|                                                         | Gambettola Gonfalone: Drappo di verde… |                   |
|                                                         | Gatteo Di rosso al gatto d'oro rovesciato, tenente una mazza d'oro, attraversato da una sbarra d'azzurro. |                   |
| Stemma nella versione sannitica                         | Longiano Campo di cielo, alla figura di San Cristoforo al naturale che col bimbo sulle spalle e il bastone in pugno guada acque azzurre, increspate d’argento; le acque occupano il primo campo di una campagna partita; l’insieme è accompagnato a sinistra da una torre in raffigurazione naturalistica, munita di tre merli alla guelfa, finestrata e chiusa di nero, sormontata da una corona all’antica d’oro; la torre è fondata in un terreno arido e bruno al naturale, questi occupante il secondo campo della campagna. |                   |
| Stemma con lo scudo d'argento usato talvolta dal Comune | Meldola D'azzurro, alla torre aperta di rosso, sormontante un leone rampante d'oro, tenente nella zampa destra un giglio rosso. Gonfalone: drappo troncato di giallo e di rosso… |                   |
|                                                         | Mercato Saraceno |                   |
|                                                         | Modigliana D.C.G del 30 maggio 1940 |                   |
|                                                         | Montiano |                   |
|                                                         | Portico e San Benedetto Partito d'azzurro e d'argento, alla quercia sradicata al naturale, attraversante sulla partizione. Gonfalone: drappo partito di azzurro e di bianco… |                   |
| Stemma concesso nel 1927                                | Predappio Partito semitroncato: nel 1º di argento, al grappolo d'uva; nel 2º d'azzurro, al castello al naturale, merlato alla ghibellina, torricellato di tre pezzi, murato, aperto e finestrato di nero, terrazzato di verde; nel 3º d'azzurro, alla torre al naturale, merlata alla ghibellina, aperta e murata di nero, terrazzata di verde. Ornamenti esteriori di città. D.P.R. del 25 giugno 1953 Gonfalone: drappo di azzurro… Stemma concesso precedentemente: partito semitroncato: nel 1º di rosso, al fascio littorio d'oro; nel 2º d'azzurro, al castello al naturale, merlato alla ghibellina, torricellato di tre pezzi, murato, aperto e finestrato di nero, terrazzato di verde; nel 3º d'azzurro, alla torre al naturale, merlata alla ghibellina, aperta e murata di nero, terrazzata di verde. R.D. del 4 settembre 1927, RR.LL.PP. del 15 dicembre 1927 |                   |
|                                                         | Premilcuore Di azzurro, al cuore di rosso, posto a destra all'altezza del punto d'onore, afferrato dalla branca di leone, d'oro, posta in banda, strappata. Ornamenti esteriori da Comune. Gonfalone: drappo di rosso con la bordatura di azzurro… D.P.R. del 4 novembre 2003 |                   |
|                                                         | Rocca San Casciano |                   |
|                                                         | Roncofreddo |                   |
|                                                         | San Mauro Pascoli |                   |
|                                                         | Santa Sofia Troncato cuneato d'azzurro e d'argento, il secondo di sette pezzi, il campo d'argento carico di tre gigli d'oro, 2, 1 Gonfalone: drappo partito di azzurro e di bianco… |                   |
|                                                         | Sarsina D'azzurro, alla croce latina d'oro, infissa sul sommo di un monte di tre cime all'italiana di verde, movente dalla punta; dalla base delle cime laterali fuoriescono due pianticelle arcuate, stellate e fogliate di verde, ognuna sbocciata in apice di un fiore dalla corolla a cinque petali d'argento, bottonata d'oro; l'insieme è sormontato da una testa di cherubino di carnagione, crinita d'oro con due ali spiegate d'argento Gonfalone: drappo partito di azzurro e di bianco… |                   |
|                                                         | Savignano sul Rubicone Di azzurro, a due torri, merlate alla ghibellina, aperte e finestrate di nero, dai basamenti a piramide troncata, cordonate, la torre destra più piccola, poggiate sui piloni di un ponte consolare, di tre arcate, il tutto d'argento murato di nero DPCM del 27 dicembre 1950 Gonfalone: drappo partito di bianco e di azzurro… DPR del 1º ottobre 1951 |                   |
|                                                         | Sogliano al Rubicone D'azzurro, alla torre vista di spigolo d'oro, merlata alla guelfa, finestrata di nero, fondata sopra un terreno di verde, finito, sullo sfondo, da una catena collinosa del medesimo; dal portone della torre scaturisce un rivolo d'acqua azzurra, spumeggiante d'argento che serpeggiando defluisce in punta; la torre è accompagnata a lato, a destra, da un picco roccioso d'oro e a sinistra da un albero al naturale radicato nel terreno, entrambi attraversanti il tutto. Gonfalone: drappo di azzurro… |                   |
|                                                         | Tredozio Scudo azzurro, caricato di un leone rampante d'oro, linguato di rosso, che si regge con le zampe anteriori all'asta di una bandiera rossa, foggiata a coda di rondine Gonfalone: Drappo partito di rosso e di blu… |                   |
|                                                         | Verghereto D'azzurro, al troncone sradicato d'argento, germogliato, in apice, di tre foglie in ventaglio del medesimo. Gonfalone: Drappo di azzurro… |                   |